# MBC Persia
MBC Persia est une chaîne de télévision gratuite en langue persane détenue par le Middle East Broadcasting Center (MBC Group), une société de diffusion par satellite basée à Dubaï, aux Émirats arabes unis.
Elle s'adresse aux locuteurs du persan en Iran et ailleurs dans le monde. Elle a commencé sa diffusion le 9 juillet 2008 à 11 h 30 GMT,,,.

## Animateurs
- Raya Abirached (correspondant à Hollywood) ;
- Ramzy Malouki (correspondant à Hollywood) ;